# خوسو ساريجي
خوسو ساريجي زوماراجا (بالإسبانية: Josu Sarriegi)‏، من مواليد 19 يناير 1979 في لازكاو في إسبانيا، لاعب كرة قدم إسباني.
بدأ مسيرته الكروية مع نادي لازكاو في عام 1994، ولعب معهم حتى عام 1998، وفي موسم 1998/1999 انتقل إلى نادي بيساين، وفي موسم 1999/2000 لعب لرديف نادي ألافيز، وفي عام 2000 انتقل إلى نادي ألافيز، ولعب معهم حتى عام 2002، وشارك معهم في 5 مباريات، وفي موسم 2002/2003 أعير إلى نادي إيبار، وفي عام 2004 عاد إلى نادي ألافيز، ولعب معهم حتى عام 2006، وشارك معهم في 30 مباراة وسجل هدفين، ومنذ عام 2006 وهو يلعب مع نادي أثلتك بلباو.

## روابط خارجية
- خوسو ساريجي على موقع قاعدة بيانات كرة القدم.إي يو (الإنجليزية)
- خوسو ساريجي على موقع Soccerway.com (الإنجليزية)
- خوسو ساريجي على موقع عالم كرة القدم.نت (الإنجليزية)